# Franco Mastantuono
Franco Mastantuono (Azul, provincia de Buenos Aires, 14 de agosto de 2007) es un futbolista argentino que juega de volante ofensivo o extremo en el Real Madrid C. F. de la Primera División de España.
Debutó en el primer equipo a los 16 años, convirtiéndose en el tercer jugador más joven en lograrlo. Ha sido considerado una de las promesas del fútbol argentino, con destacadas actuaciones en el Mundial Sub-17 de 2023. Es zurdo, rápido y con habilidades para eludir rivales, además de ser eficaz en jugadas de balón parado.
Desde 2025 es internacional con la selección argentina y, tras debutar a los 17 años, 9 meses y 22 días, se convirtió en el jugador más joven en jugar un partido oficial con la Albiceleste.

## Trayectoria

### Inicios
Nacido en la ciudad de Azul, ubicada en el interior de la Provincia de Buenos Aires. De niño también se interesó en el tenis y fue jugador juvenil a nivel nacional, estando rankeado entre los primeros 10 de su categoría a nivel Argentina.
Comenzó su carrera futbolística a los tres años, jugando en Club Atlético River Plate de Azul, donde su padre era el entrenador. Luego pasó a Cemento Armado Football Club de la misma ciudad, donde fue campeón antes de marcharse a Club Atlético River Plate de la Ciudad Autónoma de Buenos Aires En 2017, mientras jugaba en el club River Plate de Azul, fue invitado a una prueba con el equipo profesional C. A. River Plate de Buenos Aires, pero a pesar de que le ofrecieron un lugar en la academia, declinó, ya que su familia quería que continuara su carrera en el tenis. En cambio, a los once años fichó por el Club Cemento.
Dos años más tarde, en 2019, decidió aceptar la oferta de River Plate, y se mudó al club de la Ciudad de Buenos Aires, haciendo su primera aparición para el equipo juvenil en su último partido de la temporada 2019, ya que el equipo juvenil ganó su respectiva liga. Al año siguiente, fue inscrito en las competiciones de la AFA, pero su temporada se vio interrumpida debido a la pandemia de COVID-19 en Argentina.

### River Plate
Continuó su progresión en la academia de River Plate y en agosto de 2023 firmó su primer contrato con el club: un acuerdo de dos años con una cláusula de liberación de 30 millones de euros. Al mes siguiente, fue convocado por primera vez por el entrenador Martín Demichelis para los entrenamientos del primer equipo.
Su debut oficial en primera llegaría un domingo 28 de enero del 2024 en la primera fecha de la Copa de la Liga de local contra Argentinos Juniors. A sus 16 años, Mastantuono se convirtió en el tercer futbolista más joven en debutar en la historia del club (detrás de Omar Rossi y Mateo Musacchio). Entró en el segundo tiempo del cotejo, sustituyendo a Facundo Colidio, y a pesar de mostrarse activo durante el juego, su participación no tuvo mayor transcendencia y el partido terminó en un empate 1-1. Ese mismo día también debutó el juvenil Agustín Ruberto.
Su primer gol oficial se dio en un partido contra Excursionistas, el 7 de febrero de 2024, en los treintaidosavos de la Copa Argentina. Al mismo tiempo, se convirtió en el jugador más joven en convertir un gol oficial en River Plate (Con 16 años, 5 meses y 24 días) por delante de Javier Saviola (con 16 años, 10 meses y 7 días).
Obtuvo su primer título como profesional el 13 de marzo de 2024 cuando River Plate le ganó por 2-1 a Estudiantes de La Plata en la definición de la Supercopa Argentina. Esta conquista estableció el récord del jugador campeón más joven en la historia del millonario (con 16 años, 6 meses y 18 días).
El 24 de abril de 2024 marcó su primer gol en competencias internacionales, fue en la victoria visitante de River sobre Libertad de Paraguay 2 a 1, a los 80 minutos rompiendo el empate que había puesto Matías Espinoza.
Se convirtió en el jugador más joven en convertir un gol de tiro libre en la historia del millonario (Con 16 años, 11 meses y 15 días) el 28 de julio de 2024, en la fecha 8 cuando River Plate le ganó 1-0 a Sarmiento, por delante de Adolfo Pedernera (con 18 años, 7 días). El 15 de octubre de 2024 fue nombrado por el periódico inglés The Guardian como uno de los mejores jugadores nacidos en 2007 en todo el mundo.

### Real Madrid
El 13 de junio de 2025, el Real Madrid C.F. anunció el fichaje de Mastantuono por 63,2 millones de euros, siendo así la mayor transferencia en la historia del fútbol argentino. El jugador disputó el Mundial de Clubes 2025 con River Plate y luego se incorporó al club español el 14 de agosto, día en el que cumplió 18 años y fue presentado oficialmente.
El 19 de agosto tuvo su debut oficial poco tiempo después de llegar al club, fue por la fecha 1 de la LaLiga frente al Osasuna, ingresó en los últimos 23 minutos por Brahim Díaz.

## Selección nacional
Fue convocado por primera vez a la selección argentina sub-17 por el seleccionador Pablo Aimar cuando sólo tenía quince años. Sus impresionantes actuaciones con las categorías inferiores de River Plate llamaron la atención del seleccionador argentino sub-20 Javier Mascherano, que lo convocó para entrenar con el equipo a mediados de 2022.
En 2025, fue convocado por primera vez a la Selección mayor por Lionel Scaloni para la doble fecha de eliminatorias en junio. debutó oficialmente en el partido frente a Chile, ingresando en los últimos 11 minutos por Thiago Almada, en lo que fue victoria 1-0 de la albiceleste.

## Estilo de juego
Es un mediocampista zurdo que fue descrito por Martín Pellegrino, entrenador de las categorías inferiores de River Plate, como un futbolista capaz de jugar como enganche, mediocampista creador de juego o delantero, destacando su capacidad para pegarle a la pelota. Pablo Fernández, ayudante de la reserva de River Plate, también elogió su técnica, así como su capacidad para convertir tiros libres y eludir a jugadores en el uno contra uno. Él mismo declaró que admira futbolistas de River como Nacho Fernández, Matías Suárez, así como a Julián Alvarez, e intenta tener su estilo de juego basándose en ellos.

## Estadísticas

### Clubes
Actualizado al último partido disputado el 19 de agosto de 2025.
| Club | Div.          | Temporada     | Liga  | Liga  | Liga   | Copas Nacionales (1) | Copas Nacionales (1) | Copas Nacionales (1) | Copas Internacionales (2) | Copas Internacionales (2) | Copas Internacionales (2) | Total | Total | Total  |
| Club | Div.          | Temporada     | Part. | Goles | Asist. | Part.                | Goles                | Asist.               | Part.                     | Goles                     | Asist.                    | Part. | Goles | Asist. |
| --- | ------------- | ------------- | ----- | ----- | ------ | -------------------- | -------------------- | -------------------- | ------------------------- | ------------------------- | ------------------------- | ----- | ----- | ------ |
| C. A. River Plate Argentina | 1.ª           | 2024          | 24    | 1     | 3      | 10                   | 1                    | 1                    | 7                         | 1                         | 0                         | 41    | 3     | 4      |
| C. A. River Plate Argentina | 1.ª           | 2025          | 12    | 4     | 4      | 2                    | 1                    | 0                    | 9                         | 2                         | 0                         | 23    | 7     | 4      |
| Total club | Total club    | Total club    | 36    | 5     | 7      | 12                   | 2                    | 1                    | 16                        | 3                         | 0                         | 64    | 10    | 8      |
| Real Madrid C. F. · España | 1.ª           | 2025-26       | 1     | 0     | 0      | 0                    | 0                    | 0                    | 0                         | 0                         | 0                         | 1     | 0     | 0      |
| Total club | Total club    | Total club    | 1     | 0     | 0      | 0                    | 0                    | 0                    | 0                         | 0                         | 0                         | 1     | 0     | 0      |
| Total carrera | Total carrera | Total carrera | 37    | 5     | 7      | 12                   | 2                    | 0                    | 16                        | 3                         | 0                         | 65    | 10    | 8      |
| (1) Las copas nacionales se refiere a la Copa Argentina, a la Copa de la Liga Profesional y el Trofeo de Campeones. (2) Las copas internacionales se refiere a la Copa Libertadores. |               |               |       |       |        |                      |                      |                      |                           |                           |                           |       |       |        |

## Palmarés

### Campeonatos nacionales
| Título              | Equipo            | País      | Año  |
| ------------------- | ----------------- | --------- | ---- |
| Supercopa Argentina | C. A. River Plate | Argentina | 2023 |

### Distinciones individuales
| Distinción                                                           | Año  |
| -------------------------------------------------------------------- | ---- |
| Jugador del partido vs Monterrey - Copa Mundial de Clubes de la FIFA | 2025 |